# Смерть коммивояжёра
«Смерть коммивояжёра» (англ. Death of a Salesman) — пьеса американского писателя Артура Миллера, написанная в 1949 году. Считается самым знаковым произведением автора, удостоена Пулитцеровской премии, нескольких премий «Тони» и «Драма Деск» за театральную постановку. Дебютировала на Бродвее в феврале 1949 года; с тех пор было дано 742 спектакля и четыре возрождённых постановки.

## Сюжет
Сюжет рассказывает о неудачливом коммивояжёре Вилли Ломане. Он получает довольно скромное жалование и, как и прочие американские обыватели, всю жизнь вынужден выплачивать массу кредитов.
Поскольку Вилли с детства жил без отца, он чувствует себя в жизни кем-то «вроде временного постояльца». Единственный его авторитет, старший брат Бен, также рано покинул семью. Вилли прививает своим детям откровенно сомнительные ценности и даже учит их воровать. Когда его старший сын, Биф, перспективный спортсмен, оканчивал школу, он застал отца с любовницей. Это событие навсегда испортило отношения между Вилли и сыном, а также подорвало стремление Бифа хоть чего-то добиться. Биф ушёл из дома, перебивался временными заработками, иногда воровал. И без того мучившие Вилли угрызения совести только усилились, а со временем стало ухудшаться его психическое состояние.
Спустя более чем через десять лет Биф возвращается домой и застаёт отца в отчаянном положении: его дела на работе идут всё хуже, он всё чаще разговаривает сам с собой и даже совершает несколько попыток самоубийства. Пустое тщеславие подавляет чувство вины, и Вилли, хоть в душе понимает, что так и не смог ничего добиться в жизни и «земля его совершенно бесплодна», отрицает своё положение и своё дурное влияние на сына.
Биф хочет начать новую жизнь, но его надежды, основанные во многом на иллюзиях и самовнушении, разбиваются в прах. Вилли увольняют с работы. Биф осознаёт свою никчёмность, но больше не считает её пороком. Он призывает отца перестать жить во лжи, но тот, как обычно, защищается обвинениями. Обессилевший Биф плачет у отца на груди. Не выдержавший эмоционального напряжения Вилли решает «наградить» сына двадцатью тысячами долларов (выплатой по страховому полису), он садится за руль и разбивается на автомобиле.
На похоронах успокоившийся Биф подытоживает жизнь отца: «Он так и не понял, что он собой представляет». Биф решает уехать и жить простой жизнью. Его брат Хэппи не отказывается от внушённых отцом притязаний и остаётся, чтобы «вырвать удачу».

## Театральные постановки
Помню, как очень давно смотрел «Смерть коммивояжёра» с Ли Коббом. Когда пьеса закончилась, никто из зрителей даже не шевельнулся. Можно было слышать лишь дыхание. Это была потрясающая демонстрация силы театра. Думаю, что не забуду этого никогда.
Впервые пьеса была поставлена на Бродвее в 1949 году, открывшись в театре Morosco Theatre 10 февраля, и в том же году получила пять номинаций на премию «Тони». 18 ноября 1950 года, после 742 спектаклей, постановка была закрыта. Спектакль возрождался четыре раза: в 1975 году (71 спектакль), в 1984 году с Дастином Хоффманом в роли Вилли, который позже повторил роль в киноадаптации 1985 года (97 спектаклей и пять номинаций на премию «Драма Деск»), в 1999 году с Брайаном Деннехи в роли Вилли (272 спектакля, пять номинаций на «Тони» и семь номинаций на «Драма Деск»), и в 2012 году с Филипом Сеймуром Хоффманом в роли Вилли и Эндрю Гарфилдом в роли Бифа.
Кристофер Ллойд исполнил роль Вилли в постановке в Вестоне, Вермонт.

## Киноадаптации
- «Смерть коммивояжёра» (1951, США) режиссёр Ласло Бенедек — пятикратный номинант на премию «Оскар», номинант и лауреат Венецианского кинофестиваля, четырёхкратный лауреат премии «Золотой глобус».
- «Мост перейти нельзя» (1960, СССР), режиссёры Теодор Вульфович, Никита Курихин.
- «Смерть коммивояжёра» (швед. En Handelsresandes död) (1961, Швеция), режиссёр Ханс Абрамсон.
- «Смерть коммивояжёра» (1966, США), режиссёр Алекс Сигал.
- «Смерть коммивояжёра» (нем. Der Tod eines Handlungsreisenden) (1968, Германия), режиссёр Герхард Клингенберг.
- «Смерть коммивояжёра» (1985, США), режиссёр Фолькер Шлёндорф — лауреат премий «Эмми» и «Золотой глобус»[5].
- «Смерть коммивояжёра» (2000, США), режиссёр Кёрк Браунинг — двукратный номинант на премию «Эмми».